# Geschlossener Arbeitseinsatz
Ab 1938 wurden erwerbslose Juden von den Arbeitsämtern zum sogenannten Geschlossenen Arbeitseinsatz verpflichtet; dabei wurden sie in „geschlossenen Kolonnen“ und von „arischen“ Arbeitern getrennt meist zu händischer Arbeit eingesetzt. Mitte 1941 waren rund 90 % aller einsatzfähigen reichsdeutschen und staatenlosen Juden zu diesem Zwangseinsatz herangezogen, der zum geringeren Teil auch in überwachten Lagern fern des Wohnortes abgeleistet wurde. Anfangs waren noch tarifliche Entlohnung, geregelte Arbeitszeit und allgemein übliche Sozialleistungen gewährleistet. Später wurden geltende Bestimmungen für Lohnzuschläge, Familienzulagen, Lohnfortzahlung sowie Jugend- und Arbeitsschutz für die zwangsbeschäftigten Juden außer Kraft gesetzt.
Der praktizierte Zwangseinsatz von Juden wurde nachträglich am 3. Oktober 1941 durch eine Verordnung über die Beschäftigung von Juden förmlich festgeschrieben, die erst mit dem Kontrollratsgesetz Nr. 1 aufgehoben wurde. Die Rechte jüdischer Arbeiter und Angestellter blieben seinerzeit weiterhin drastisch eingeschränkt.
Der Arbeitseinsatz schützte nicht vor der Deportation, sondern schob günstigstenfalls den Zeitpunkt hinaus. Nach der „Fabrikaktion“ im Februar 1943, die das Ende der Massendeportationen markiert, wurden noch mehr als 10.000 bislang verschonte Personen wie „jüdisch Versippte“, „jüdische Mischlinge ersten Grades“ oder „Geltungsjuden“ zum Geschlossenen Arbeitseinsatz eingezogen.

## Pflichtarbeit für Unterstützungsempfänger
Schon vor 1933 konnten Erwerbslose, die öffentliche Unterstützung bekamen, gemäß zweier Rechtsverordnungen zur Pflichtarbeit herangezogen werden. Diese gesetzlichen Möglichkeiten wurden jedoch bis 1933 kaum umgesetzt. Nach der Machtergreifung wurden Unterstützungsberechtigte verstärkt zur „arbeitserzieherischen“ Pflichtarbeit herangezogen; bis 1935 verdreifachte sich zum Beispiel in Hamburg die Anzahl der Pflichtarbeiter.
Infolge von Berufsbeschränkungen und Entlassungen verarmte der jüdische Bevölkerungsanteil rapide. Örtliche Behörden kürzten jüdischen Wohlfahrtsempfängern bislang gewährte Zuschüsse und strichen zusätzliche Leistungen; Juden wurden von Sachleistungen des Winterhilfswerks ausgeschlossen. Empfehlungen für einen besonderen Arbeitseinsatz von jüdischen Unterstützungsempfängern wurden vom Wohlfahrtsausschuss des Deutschen Gemeindetags im Juni 1937 abgegeben. Die Vorstöße kommunaler Stellen führten zu einem Entwurf einer Verordnung über die Fürsorge für Juden vom 16. August 1938, dem zufolge Juden prinzipiell durch die „jüdische freie Wohlfahrtspflege“ zu unterstützen seien, die jedoch die finanzielle Belastung nicht schultern konnte.

## Pläne für den Arbeitseinsatz von Juden
Juden waren bereits aus zahlreichen Berufen ausgeschlossen worden und wurden im Rahmen der Arisierung weiter aus dem Wirtschaftsleben verdrängt und verarmten dadurch schnell. Ab 1938 wurde versucht, möglichst viele jüdische Erwerbslose und Unterstützungsempfänger zu Pflichtarbeiten heranziehen, um staatlichen Fürsorgeleistungen einzusparen und zugleich andere Arbeiter für „vordringliche, staatspolitisch wichtige Vorhaben freizustellen.“ Dafür sollten separate jüdische Arbeitskolonnen gebildet werden.
Mehrere hundert jüdische Unterstützungsempfänger waren schon im Frühsommer 1938 in Berlin kolonnenweise zu unentgeltlicher Pflichtarbeit bei öffentlichen Bauvorhaben zu Abbruch- und Planierungsarbeiten eingesetzt worden. Auch die Hamburger Wohlfahrtsbehörde ergriff im Sommer 1938 die Initiative und wies jüdische Arbeitskräfte in ein außerhalb liegendes Lager zur Arbeit ein. Im Oktober 1938 waren 200 Juden, die Arbeitslosenunterstützung oder Notstandshilfe erhielten, im Landesarbeitsamtsbezirk Wien bei städtischen Arbeiten eingesetzt. Anfang 1939 wurde dann im Wiener fünften Bezirk (Margareten) eine Kontrollstelle für jüdische Arbeitslose eingerichtet.
In einer Besprechung bei Hermann Göring kam im Oktober 1938 die Erwartung zum Ausdruck, durch den erzwungenen Arbeitseinsatz den Auswanderungsdruck steigern zu können. Am 19. Oktober 1938 ordnete Friedrich Syrup als Präsident der Reichsanstalt für Arbeitsvermittlung und Arbeitslosenversicherung an, alle erwerbslosen Juden zu erfassen. Zum 1. Dezember 1938 nahm die Zentrale Dienststelle für Juden des Arbeitsamtes Berlin ihre Tätigkeit auf. Das Amt wies erwerbslose Juden in schlecht bezahlte und körperlich belastende Tätigkeiten ein. Am 20. Dezember 1938 gab Syrup „mit ausdrücklicher Billigung“ Görings einen Erlass für den Arbeitseinsatz der Juden heraus. Es sei „anzustreben, alle arbeitslosen und einsatzfähigen Juden“ beschleunigt zu beschäftigen, wobei Juden stets abgesondert von der übrigen Gefolgschaft einzusetzen seien. Dieser Erlass blieb die Grundlage für den praktizierten Arbeitszwang von Juden, bis im Oktober 1941 eine Verordnung über die Beschäftigung von Juden im Reichsgesetzblatt veröffentlicht wurde.

## Organisation

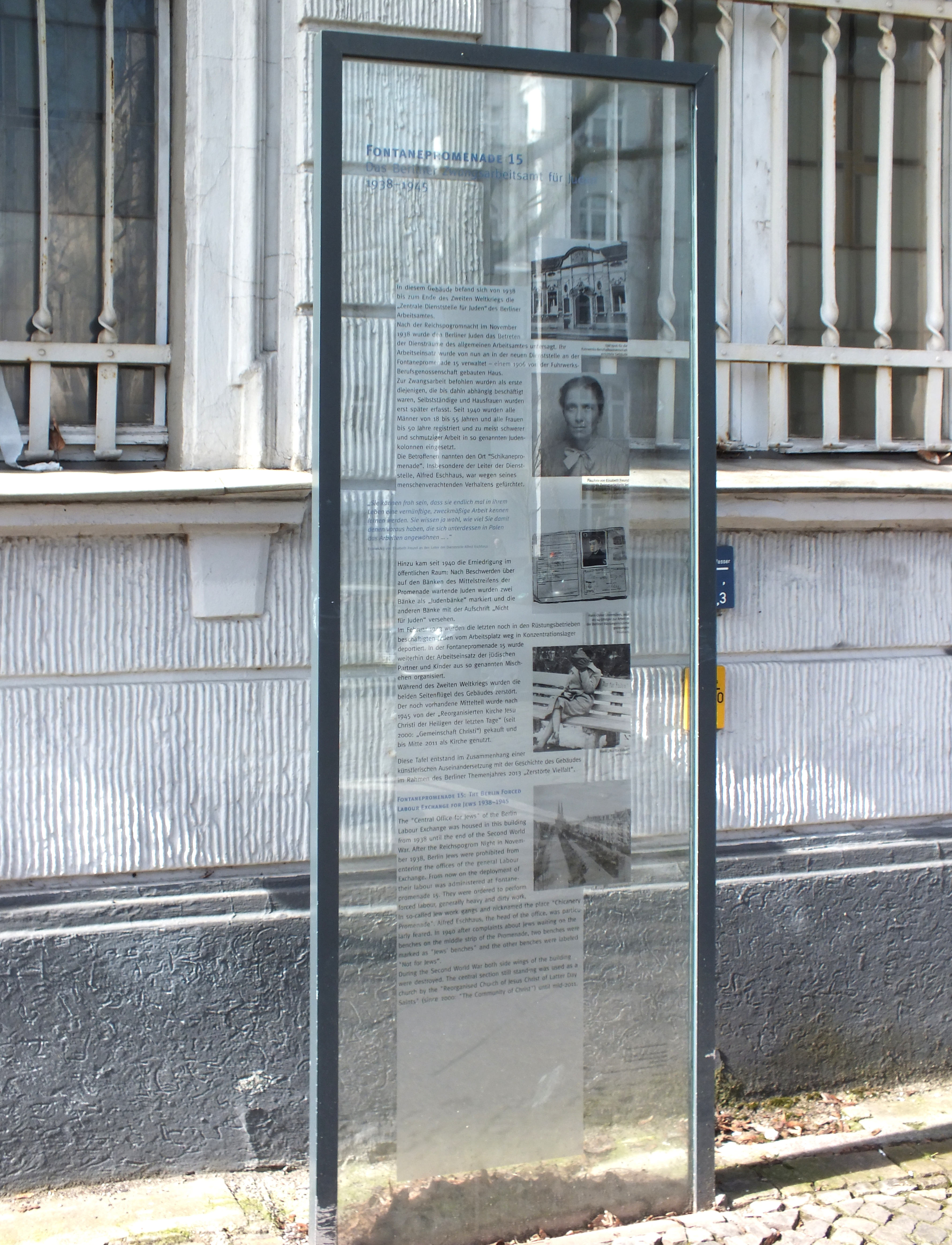
Gedenkstele Zentrale Dienststelle für Juden des Arbeitsamtes Berlin

Die Reichsarbeitsverwaltung mit den ihr unterstehenden Arbeitsämtern bestimmten bis zum Frühjahr 1943 fast uneingeschränkt über Planung, Organisation, Rahmenbedingungen und Praxis des Zwangseinsatzes. Sie weitete im Mai 1940 die Zwangsbeschäftigung, die zunächst nur für die mit öffentlichen Mitteln unterstützten Juden gegolten hatte, auf alle arbeitseinsatzfähigen Juden aus.
Für erwerbslose Juden wurden nach Berlin auch in Wien, Breslau, Hamburg und anderen großen Städten Sonderdienststellen des Arbeitsamtes eingerichtet. Vermehrt verweigerten Fürsorgebehörden verarmten Juden alle Unterstützungsleistungen, beriefen sich auf den Erlass und verwiesen sie auf das Arbeitsamt. In Hamburg wurden 1939 Vertreter der Reichsvereinigung der Juden in Deutschland von Gestapo und Arbeitsverwaltung aufgefordert, beschäftigungslose arbeitsfähige Juden zu melden.

## Umsetzung
Im „Altreich“ wurden jüdische Arbeitskolonnen zuerst bei kommunalen Straßenbau-, Tiefbau- oder auch Entsorgungsarbeiten auf Müllplätzen und Rieselfeldern eingesetzt. Juden in Österreich wurden 1939 hauptsächlich zum Geschlossenen Arbeitseinsatz in Norddeutschland verpflichtet, etwa beim Bau der Rappbode-Talsperre, beim Reichsstraßenbau sowie beim Wasserstraßen- und Hochwasserschutzbau. Verschickungen zu Baustellen erforderten oft die Einrichtung von Lagern, so dass bis zum Sommer 1939 unter der Regie der Reichsarbeitsverwaltung über 30 Judenlager unabhängig vom Konzentrationslagersystem entstanden.
Anders als im kommunalen Sektor wurde die Möglichkeit, jüdische Arbeitskolonnen einsetzen zu können, nicht überall sofort aufgegriffen. Regionale Hoheitsträger der NSDAP äußerten ihren Unwillen, Juden in der Landwirtschaft zu beschäftigen. Ungeachtet des akuten Mangels an Arbeitskräften wies die Reichsautobahn-Direktion im März 1939 das Angebot zurück, jüdische Arbeitskolonnen direkt an den „Straßen des Führers“ einzusetzen. Denkbar sei der Einsatz nur bei abseits liegenden Kiesgruben und Steinbrüchen. In der Privatwirtschaft sträubten sich zunächst Industrieunternehmen, gesonderte Kolonnen von jüdischen unqualifizierten Arbeitern einzustellen. Man scheute die erforderlichen Ausgaben für abgesonderte Produktionsräumlichkeiten und Änderungen im Produktionsablauf. Ins Feld geführt wurde auch die angebliche „Weigerung der Belegschaft“, mit Juden im Betrieb zu arbeiten.
Dieses änderte sich nach Beginn des Krieges. Angesichts des zunehmenden Arbeitskräftemangels in Wirtschaft und Industrie wegen der Vorbereitungen auf den Westfeldzug galt ab Frühjahr 1940 eine generelle Zwangsarbeit für alle arbeitsfähigen deutschen Juden auf der Basis des Erlasses von 1938. Ab Oktober 1940 wurden Rüstung und Einberufungen im Hinblick auf den Überfall auf die Sowjetunion verstärkt, und fehlende Facharbeiter mussten nun durch angelernte Juden ersetzt werden. 1940 forderte das Oberkommando des Heeres 1800 Juden für den Einsatz in der Reichsbahndirektion Oppeln und in Lublin an. Im Raum Salzgitter wurden mehr als 1000 Juden für den Geschlossenen Arbeitseinsatz außerhalb der Hermann-Göring-Werke bereitgestellt. Die Firma Siemens und Halske setzte schon 1940 in Berlin „in abgesonderten Räumen“ 400 jüdische Zwangsarbeiterinnen zur Arbeit ein. Bis Ende Juli 1941 waren zwischen 51.000 bis 53.000 Juden im Geschlossenen Arbeitseinsatz beschäftigt; das waren fast 90 % der Arbeitseinsatzfähigen. Der Rest blieb bis 1943 in jüdischen Institutionen beschäftigt.
Außer den als „Jude“ eingestuften Personen wurden auch die Roma und Sinti im Altreich zur Zwangsarbeit rekrutiert; sie unterlagen denselben einschränkenden arbeitsrechtlichen Bestimmungen.

## Entlohnung
Der durchschnittliche Stundenlohn eines Arbeiters betrug 1939 knapp 0,90 Reichsmark. Konrad Kwiet schildert ausführlich die „Schikanen und Strapazen beim Arbeitseinsatz“ und belegt an konkreten Fällen, dass die Stundenlöhne zwangsbeschäftigter Juden erheblich geringer waren. In der Regel wurden jüdische Zwangsarbeiter auf der niedrigsten Tarifstufe entlohnt. Sie erreichten oft weniger als die Hälfte des Durchschnittslohns und mussten auf übliche Lohnzusatzleistungen teilweise oder ganz verzichten.
Trennungsbeihilfen zur Unterstützung der jüdischen Familien, deren Hauptverdiener in auswärtigen Arbeitslagern zwangsbeschäftigt waren, wurden schon Anfang 1940 gestrichen. Im April 1940 verschickte der Reichsarbeitsminister Franz Seldte einen Entwurf, nach dem Juden weitere zehn Sozialleistungen gestrichen werden sollten. Entsprechend der Planungen zu den „Ostarbeiter-Erlassen“ sollten zum Beispiel Kindergeld, Feiertagsbezahlung und Lohnfortzahlung sowie Steuererleichterungen nicht gewährt werden. Gestützt auf ein Urteil des Reichsarbeitsgerichts vom Juli 1940 wurden „zur Wahrung des sozialen Abstands“ weitere Leistungen durch Regionalanordnungen eingeschränkt. Am 31. Oktober 1941 wurde diese Diskriminierung in einer Verordnung förmlich festgehalten. Dabei wurden auch die bestehenden Jugendschutzbestimmungen und Arbeitszeitverordnungen für jüdische Jugendliche ab 14 Jahren gestrichen.

## Arbeitseinsatz und Deportation
Zu Beginn der Deportation von Juden aus Deutschland im Oktober 1941 protestierten manche Rüstungsbetriebe, weil ihnen jüdische Zwangsbeschäftigte entzogen wurden. Daraufhin erließ Reinhard Heydrich Richtlinien, dass Juden im Geschlossenen Arbeitseinsatz nicht ohne Zustimmung der zuständigen Rüstungsinspektion oder des Arbeitsamtes deportiert werden sollten. Nicht alle Betriebe und nur wenige Arbeitsämter nutzten diesen Handlungsspielraum, um Juden vor einer Deportation zu schützen.
Joseph Goebbels bekräftigte am 30. September 1942 in einem Tagebucheintrag seinen Entschluss, „die Juden unter allen Umständen aus Berlin herauszubringen“, von denen dort nur 17.000 im Produktionsprozess stünden. Die verbliebenen Juden in den Rüstungsbetrieben sollten durch polnische Zwangsarbeiter ersetzt werden. Bei der überraschend durchgeführten Fabrikaktion wurden Ende Februar 1943 alle noch in Rüstungsbetrieben beschäftigten sowie für die Reichsvereinigung der Juden in Deutschland tätigen Juden verhaftet und die meisten als „Volljuden“ verschleppt.

## Sonderdienstverpflichtete
Von den Deportationen verschont blieben die jüdischen Ehepartner aus „Mischehen“ sowie „Geltungsjuden“. Diese wurden nicht mehr in „kriegswichtigen Industriebetrieben“ beschäftigt, sondern „jederzeit widerrufbar“ in einen reorganisierten Geschlossenen Arbeitseinsatz überführt, zum Beispiel bei der Müllabfuhr und Straßenreinigung, im Bestattungswesen oder im Gleisbau, in einer Kartonagenfabrik oder einer Großwäscherei. Im Oktober 1943 wurden die Gauarbeitsämter darüber informiert, dass auch „mit Volljüdinnen verheiratete Arier“ und „nicht wehrwürdige Halbjuden“ erfasst und danach ausschließlich im Geschlossenen Arbeitseinsatz als Baubataillon der Organisation Todt eingesetzt werden sollten.
Häufig sträubten sich die Betriebe gegen das Vorhaben; sie wollten ihre qualifizierten Arbeitskräfte behalten und versuchten, sie „unabkömmlich“ stellen zu lassen. Vermutlich hatten manche Arbeitgeber auch die Motivation, ihre jüdischen Mitarbeiter vor einem ungewissen Schicksal zu bewahren. Im Oktober 1944 ordnete schließlich Heinrich Himmler an, rücksichtslos alle männlichen einsatzfähigen „jüdischen Mischlinge ersten Grades“ und „jüdisch Versippten“ innerhalb von drei Tagen aus den Betrieben herauszuziehen und in Baubataillone der Organisation Todt zu überführen, wo sie meist weit entfernt vom Wohnort in Lagern untergebracht wurden. Zu schwerer körperlicher Arbeit untaugliche Juden und weibliche Zwangsverpflichtete wurden weiterhin kolonnenweise und von anderen Arbeitern separiert bei kommunalen und privatgeführten Betrieben eingesetzt.